# Graham Cairns-Smith
Pour les articles homonymes, voir Cairns (homonymie) et Smith.
Alexander Graham Cairns-Smith (1931-2016) est un chimiste et biologiste moléculaire britannique de l’université de Glasgow, connu principalement pour son livre controversé L’énigme de la vie paru en 1985. Le livre a popularisé une hypothèse qu’il avait formulée lui-même au milieu des années 1960 : un simple développement intermédiaire entre la matière inerte et la vie organique pourrait être fourni par l’autoréplication des cristaux d’argile en solution, l’auteur ne trouvant pas satisfaisantes des hypothèses plus communément admises comme l’expérience de Miller-Urey ou celle du monde à ARN.
Cairns-Smith a aussi publié au sujet de l’évolution de la conscience dans son livre Evolving the Mind (1996), favorisant le rôle de la mécanique quantique dans la pensée humaine.

## Hypothèse de l’argile
Dans une forme simplifiée, l’hypothèse de l’argile s’énonce ainsi : l’argile se forme naturellement à partir de silicates en solution. Les cristaux d’argile, comme d’autres cristaux, conservent leur agencement géométrique au cours de leur croissance. Des assemblements importants de cristaux d’argile peuvent conduire à un environnement qui modifierait leurs chances de réplication − par exemple, une argile dont la conformation des cristaux la rendrait plus collante a plus de chances de former une couche de limon, environnement entraînant plus de sédimentation. Il est concevable que de tels effets puissent s’étendre à la création de plateaux exposés à l’air et donc sujets à l’assèchement et la propagation sous forme de poussière portée par le vent permettant de « contaminer » d’autres lieux avec ces types de cristaux particuliers. Ainsi, par ce simple processus chimique inorganique, un environnement de sélection pourrait exister pour les cristaux d’argile collante.
Il s’ensuit un processus de sélection naturelle pour les cristaux d’argile qui piègent certaines formes de molécules à leur surface (celles qui améliorent leur potentiel de réplication). De complexes molécules proto-organiques peuvent être ainsi catalysées par les propriétés surfaciques des silicates. La dernière étape intervient quand ces molécules complexes opèrent une « OPA génétique » sur leur vecteur d’argile, devenant ainsi d’indépendants loci de réplication − une étape évolutionnaire devant être comprise comme la première exaptation.
Bien qu’elle soit fréquemment citée en tant que modèle utile du genre de processus qui auraient pu être impliqués dans la préhistoire de l’ADN, l’hypothèse de l’argile en tant que raison principale de l’abiogenèse n’a pas réuni de consensus. Comme ce mécanisme était populaire et malléable en 1986, Richard Dawkins l’a employé dans son livre L’Horloger aveugle.

## Biochimie extraterrestre
Cairns-Smith suggère que les ancêtres des humains auraient pu posséder une forme de biochimie extraterrestre et en a présenté quelques preuves afin de soutenir son hypothèse dans un article soumis en 1975.